# Anatolij Pierow
Anatolij Wasiljewicz Pierow (ros. Анатолий Васильевич Перов, ur. 12 sierpnia 1926 w Moskwie, zm. 22 września 2001 tamże) – radziecki bokser, medalista olimpijski z 1952.
Jego pierwszym sukcesem było mistrzostwo ZSRR juniorów w wadze półciężkiej w 1945. Później rywalizował w kategorii ciężkiej, ale nie odnosił spodziewanych sukcesów i w 1951 wrócił do wagi półciężkiej.
Zdobył w niej brązowy medal na igrzyskach olimpijskich w 1952 w Helsinkach. Po pokonaniu Henry’ego Coopera z Wielkiej Brytanii i Gianbattisty Alfonsettiego z Włochu przegrał w półfinale z Antonio Pacenzą z Argentyny.
Był mistrzem ZSRR w wadze półciężkiej w 1952, wicemistrzem w wadze ciężkiej w 1948 i 1950 oraz w wadze półciężkiej w 1953, a także brązowym medalistą w wadze ciężkiej w 1949 i w wadze półciężkiej w 1954.
Jest pochowany na Cmentarzu Wwiedieńskim w Moskwie.